# Partido Obrero Francés
El Partido Obrero Francés (POF, en francés:Parti ouvrier français) fue un partido socialista francés fundado en 1882 por la fracción marxista ortodoxa de la Federación del Partido de los Trabajadores Socialistas de Francia, liderada por Jules Guesde y Paul Lafargue y en minoría tras el Congreso de Saint Étienne. 
El POF obtiene resultados importantes en las elecciones municipales de 1892, resultando ganador en los municipios de Roubaix, Commentry, Narbonne o Montluçon, entre otros. En las legislativas del año siguiente, su líder Jules Guesde es elegido diputado. El éxito electoral lleva a diversos sectores del partido a suavizar su ortodoxia marxista. En 1899, sin embargo, la crisis socialista provocada por la entrada del socialista independiente Alexandre Millerand en el gobierno Waldeck-Rousseau lleva al POF a rechazar el reformismo y regresar a los postulados más estrictos del socialismo revolucionario. Según algunos autores, esta radicalización sería una de las causas de su pérdida de influencia. Así, en las elecciones de 1902, y bajo las siglas del PSdF, obtuvo 12 diputados y el respaldo de dos tercios de los votantes de 1898.
La principal fuerza electoral de POF se encontraba en los departamentos de Nord, Pas-de-Calais, Loire y Allier.
El POF es uno de los partidos que participan en el proceso de unificación socialista que lleva a la fundación de la SFIO. En 1902 forma, junto con el Partido Socialista Revolucionario de Vaillant, el Partido Socialista de Francia (PSdF), que a su vez se integrará con el Partido Socialista Francés (PSF) en 1905, dando lugar a la SFIO.